# Словечна
Слове́чна (біл. Славечна) — річка на Поліссі в Україні (Овруцький район, Житомирська область) та Білорусі (Гомельська область), права притока Прип'яті (басейн Дніпра).
Довжина 138 км, площа басейну — 2670 км². Переважна ширина долини до 2,5 км, річища 4—15 м. У середні та нижній течії русло дуже звивисте, є багато стариць та островів. У пониззі колись використовувалась для лісосплаву.
Витоки Словечної розташовані у західній частині Овруцького кряжу, на захід від села Задорожка. Тече спочатку переважно на північ, далі поступово повертає на північний схід і схід. Впадає до Прип'яті на схід від села В'яжичі (Гомельська область).

## Притоки
Праві:
- Рудниця

- Ясенець

- Грязива

- Річка без назви[1] — права притока. Довжина річки 11 км. Площа басейну 28,5 км². Бере початок у Мацьках. Тече переважно на північний схід і біля Возничів впадає у Словечну.

- Межирічка — права притока в Овруцькому районі Житомирської області. Довжина приблизно 3,7 км[2]. Бере початок на північному заході від Слободи. Тече переважно на північний схід і впадає у Словечну на сході від Середньої Рудні[3]

- Солодич — права притока в Овруцькому районі Житомирської області. Тече переважно на північний схід і впадає у Словечну на північному сході від Нижньої Рудні[3][4]

Ліві:
- Бативля
- Чертень.